# سفارة السويد في إسبانيا
سفارة السويد في إسبانيا هي أرفع تمثيل دبلوماسي لدولة السويد لدى إسبانيا. تقع السفارة في وهي تهدف لتعزيز المصالح السويدية في إسبانيا.

## وصلات خارجية
- قائمة سفارات السويد
- قائمة السفارات في إسبانيا